# Jungle wa itsumo Hare nochi Gū
Jungle wa itsumo Hare nochi Gū (ジャングルはいつもハレのちグゥ?, Janguru wa itsumo Hare nochi Gū , lett. "La giungla è sempre stata piacevole, poi arrivò Guu"), colloquialmente abbreviato in HareGū, è un manga di Renjuro Kindaichi da cui nel 2001 è stato tratto un anime di 26 episodi, seguito poi da due serie di OAV.
Il genere dell'opera è quello demenziale: come suggerisce il titolo stesso, la trama racconta di Haré (o Hale) ragazzino di undici anni la cui vita nella giungla viene sconvolta dall'improvviso arrivo di Guu.

## Trama
Nella giungla tutto è tranquillo, Haré, un bambino di undici anni, viene mandato da Weda, sua madre, a raccogliere delle banane per la cena, ma qualcosa tra gli alberi spaventa gli uccelli e alzando lo sguardo il piccolo si accorge di un'enorme ombra nera minacciosa che si mette al suo inseguimento. Corre quindi a casa e racconta tutto alla madre che, naturalmente, non gli crede e lo lascia a casa da solo. Qui Haré, dopo aver visto nuovamente l'ombra, fa uno strano sogno in cui si ritrova in un mondo parallelo insieme a due ragazzi e tantissime creature strambe.
Risvegliatosi, la madre gli dice che ha una sorpresa per lui e gli presenta Guu, una dolce bambina della sua età di cui il ragazzino rimane subito invaghito. Sembra che Guu non abbia i genitori e Weda abbia deciso di ospitarla in casa loro. Haré si addormenta felice, per quanto spiazzato, ma al risveglio un'altra sorpresa lo attende: Guu è cambiata. Sembra del tutto identica al giorno prima (tanto che la madre che era ubriaca non nota alcun cambiamento), ma il suo volto ora è compassato e pauroso. Anche la sua voce divenuta cupa e piatta spaventa quanto la sua apparenza fisica e si dimostra fastidiosamente sarcastica.
Haré è però costretto ad ubbidire alla madre e portarla con sé a in giro per la giungla e poi a scuola, ma durante il tragitto il ragazzo scopre che Guu è in grado di ingoiare qualsiasi cosa e scopre quindi che lui stesso era stato ingoiato da questa la sera prima. Non sapendo cosa fare, spaventato da questa insana abitudine della sua nuova e strana amica, decide di non lasciarla mai sola per evitare problemi, in questo modo la sua vita diventa molto più movimentata.

## Personaggi

### Personaggi principali
Guu (グゥ?)
Guu è un mistero. All'apparenza una ragazzina di undici anni come Haré, si presenta con un viso dolce, ma subito dopo lo trasforma in una smorfia inquietante. La sua particolarità più eclatante è il fatto che è in grado di ingoiare qualsiasi cosa. Nel suo stomaco c'è un intero mondo, con persone e animali. Di questo e di tutte le altre stranezze però sembra accorgersi soltanto Haré che, per evitare problemi, non la lascia un secondo finendo per avere la sua vita rovinata. Guu sembra sempre intenzionata a compiere scherzi ai danni di Haré grazie soprattutto ai suoi poteri paranormali (come scambiare l'identità delle persone o provocare il brutto tempo) e il suo sarcasmo solitamente provoca nel ragazzino un forte nervosismo. E in grado di modificare il proprio corpo, come allungare gli arti (che possono ricrescere se mozzati) o trasformarsi in una donna dai capelli lunghi.
Haré (ハレ?)
Paziente e cordiale, la vita di Haré viene sconvolta dall'arrivo di Guu. Unico ad accorgersi dei poteri della piccola, preoccupato per gli altri, decide di non lasciare mai il suo fianco e controllare le sue azioni. Il che si traduce quasi sempre in un evento traumatico per lui (che con un urlo scatena la pioggia). Accudisce la madre, quasi sempre ubriaca, e inizia a farsi domande sul passato di questa solo dopo l'arrivo di Guu. Ha un odio smodato per il dottor Clive.
Weda (ウェダ?)
Madre di Haré, è quasi sempre ubriaca. Sebbene abbia un cuore buono, scarica sul figlio ogni responsabilità e gli fa eseguire ogni genere di lavoro domestico. Fuggita da casa molto giovane, la sua unica occupazione nella giungla è la caccia.
Dottor Clive (クライヴ?)
Il dottore della scuola. È un pervertito che non sopporta i ragazzi ma che non vede l'ora di mettere le mani addosso alle ragazze. Attratto sessualmente da Weda, solo successivamente si accorgerà di provare qualcosa di più per lei. Inoltre sembra sia certo di essere il padre biologico di Haré e per questo viene ancora più odiato dal ragazzino.

### Personaggi secondari
Mari (マリィ?)
Di un anno più giovane di Haré, ha una cotta per lui. È sempre molto positiva ed energica, soffre di tanto in tanto per aver perso i suoi genitori. Immagina spesso situazioni classiche da manga romantico in cui è costretta a dire addio al suo amato e sogna di avere Weda e il dottor Clive come genitori.
Reiji-sensei (レジィ?)
Fratello di Mari, è l'unico insegnante della scuola. È sempre addormentato per via del fatto che la sera guarda in televisione gli anime e sembra soffrire di narcolessia, addormentandosi di botto nei luoghi più impensati.
Chourou (ボーア?)
Il capo villaggio, discendente del padre fondatore. È a capo della caccia ed è sempre pronto a dare consigli ai giovani del villaggio. Porta fieramente un folto cespuglio di peli sul petto che Guu si diverte a radergli per farsi i capelli stile afro (traumatizzandolo).
Toposte (トポステ?)
Nipote di Chourou e compagno di scuola di Haré.
Rebecca (レベッカ?)
Vicina di Weda e sua amica di bevute notturne. Ha un passato piuttosto misterioso, alla pari del suo rapporto con i pokute.
Wiggle (ウイグル?)
Uno degli studenti più grandi. La serie auto-ironizza sul fatto che non è molto caratterizzato, ma poi si scopre che è innamorato di Weda e diventa uno degli antagonisti del dottor Clive.
Gupta (グプタ?)
Ancora uno degli studenti più grandi, ha il terrore della signora che taglia i capelli.
Waji (ワジ?)
Uno strano studente che ride in continuazione e per questo provoca fastidio in tutti gli altri e l'ira di Guu.
Lavenna (ラヴェンナ?)
La studentessa più grande nella scuola. Non ha molta fiducia in se stessa e per questo non dice mai le cose direttamente.

### Entourage di Weda
Asio (アシオ?)
Servo fedele di Weda (per cui prova anche qualcosa) che promette alla donna di riportarla indietro da qualsiasi luogo fosse andata. È succube dell'irruenza di Bel e ha degli occhi spaventosi.
Bel (ベル?)
Serva di Weda, talmente attaccata a lei che al suo solo pensiero il naso le sanguina. Diventa irascibile facilmente ed è una buona alleata di Haré nella lotta al dottor Clive.

### Creature
Hee
Uccellino a cui Haré è particolarmente legato e una delle prime vittime di Guu che si rifiuta di sputarlo fuori.
Pokute (ポクテ?)
Strani esseri innocui che infestano la foresta, secondo la leggenda furono spediti come protezione sulla terra dagli dei e per questo vengono usati come cibo. La leggenda inoltre narra che se si mangiano troppi Pokute, questi torneranno per avere la propria vendetta.
Manda
Esseri tondi e bianchi commestibili che crescono su steli come i fiori. Hanno due occhi che fuoriescono se il loro corpo viene premuto.

## Media

### Anime
Diversamente dal manga, più incentrato sulle relazioni sentimentali di Weda, l'anime pone maggior enfasi sullo spirito demenziale e sulla relazione assurda tra Guu e Haré.

## Episodi
| Nº | Titolo italiano Giapponese 「Kanji」 - Rōmaji |
| 1  | Inizio-inizio 「はじまり・はじまり」 - Hajimari - hajimari |
| 2  | Pennichella guu guu 「お昼寝ぐーぐー」 - O hirune guu guu |
| 3  | Peli sul petto GO! 「胸毛でGO!」 - Munake de GO! |
| 4  | Bacio del buongiorno 「おはチュー」 - Oha chyuu |
| 5  | Il dottore 「保健のせんせい」 - Hoken no sensei |
| 6  | Viva Non Non 「ビバノンノン」 - Biba Non Non |
| 7  | Confusione nella giungla 「妄想じゃんぐる」 - Mousou jyanguru |
| 8  | Yamada nota-di-demerito 「バッテン山田」 - Batten Yamada |
| 9  | Una creatura nera, grossa, brillante, puzzolente e dalla voce strana 「黒くて大きくて硬くて光ってて臭くて奇妙な声をあげるせーぶつ」 - Kuro kute ohkii kute hikatte te shuu kute kimyou na koe woageru seebutsu |
| 10 | Amore amore nonnino 「スキスキおじいさん」 - Suki suki Ojiisan |
| 11 | In breve: foto in spiaggia 「略して海ピク」 - Ryakushite umi piku |
| 12 | Festival continuo 「お祭りどんどん」 - O matsuri dondon |
| 13 | La grande cassa 「でっかい箱」 - Dekkai hako |
| 14 | Buu! 「ブー!」 - Buu! |
| 15 | La leggenda dei Pokute 「ポクテ伝説」 - Pokute densetsu |
| 16 | Pisolino 「そい寝」 - Soine |
| 17 | Wendy 17 anni 「ウェンディ17才」 - Wendy nanajuusai |
| 18 | Amore amore nonnino deluxe 「スキスキおじいさんデラックス」 - Suki suki ojiisan derakkusu |
| 19 | Sharanra 「しゃらんら」 - Sharanra |
| 20 | Macchiro 「まっちろ」 - Macchiro |
| 21 | Airport 21 - Pasto giapponese e occidentale 「エアポート21～和食と洋食～」 - Eapotto 21 - Washoku to youshoku                                                                                                  |
| 22 | Signor Lover 「ロバさん」 - Robasan |
| 23 | Paccottaglia 「パチモン」 - Pacimon |
| 24 | Il riposo 「ご休憩」 - Gokyuukei |
| 25 | Paura! Il gioco di trovare i sensi 「恐怖!人情鬼ごっこ」 - Kufu! Ninjou onigocco |
| 26 | Fine-fine 「おしまい・おしまい」 - Ojimai - ojimai |

## Sigle
- Apertura: Love Tropicana di Sister Mayo
- Chiusura: Ohashi di 0930 Okusama